# Raffaele Carlo Rossi

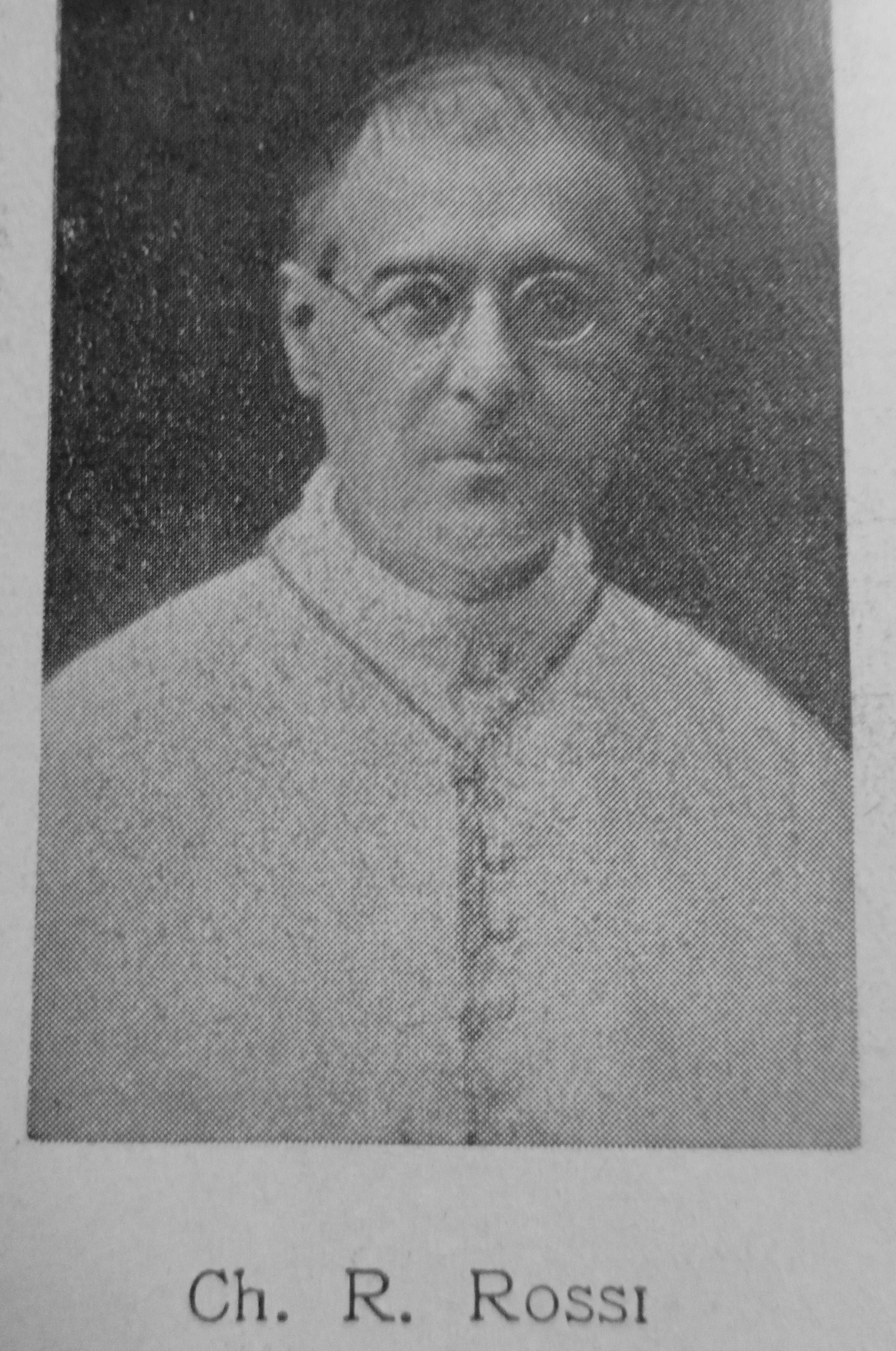
Raffaele Kardinal Rossi OCD (1939)

Raffaele Kardinal Rossi OCD, geboren als Carlo Rossi, Ordensname Raffael vom heiligen Josef, (* 28. Oktober 1876 in Pisa, Italien; † 17. September 1948 in Crespano del Grappa, Provinz Treviso) war Bischof von Volterra und später Kurienkardinal der römisch-katholischen Kirche.

## Leben
Raffaele Carlo Rossi trat als Jugendlicher 1887 in den Karmelitenorden ein. Er erhielt seine philosophische und theologische Ausbildung in Häusern seines Ordens in Rom und empfing am 21. Dezember 1901 das Sakrament der Priesterweihe. Anschließend arbeitete er als Dozent in verschiedenen Studienhäusern der Karmeliter.
Am 22. April 1920 ernannte ihn Papst Benedikt XV. zum Bischof von Volterra. Die Bischofsweihe empfing Raffaele Carlo Rossi am 25. Mai desselben Jahres durch Kardinal Gaetano De Lai. Mitkonsekratoren waren der Erzbischof von Reggio Calabria, Rinaldo Camillo Rousset OCD, und der Bischof von Marsi, Pio Marcello Bagnoli OCD.
Am 1. Juni 1923 berief ihn Papst Pius XI. zum Assessor der Konsistorialkongregation und ernannte ihn am 20. Dezember desselben Jahres zum Titularerzbischof von Thessalonica. Pius XI. nahm ihn am 30. Juni 1930 als Kardinalpriester mit der Titelkirche Santa Prassede in das Kardinalskollegium auf. Im selben Jahr wurde er zum Päpstlichen Thronassistenten berufen. Am 4. Juli 1930 wurde er vom Papst zum Sekretär der Konsistorialkongregation ernannt. Trotz dieser Ämter versuchte Kardinal Rossi das asketische Leben der Unbeschuhten Karmeliten weiterzuführen. Nach dem Tod von Pius XI. nahm er am Konklave 1939 teil. Während des Zweiten Weltkrieges ergriff Rossi viele karitative Maßnahmen, die vor allem durch die päpstlichen Einrichtungen POA und ONARMO gefördert wurden.
Er starb am 17. September 1948 in Crespano del Grappa und wurde in Rom bestattet.